# Икиздже (остров)
Икиздже (Икибер, тур. İkizce Adası, İkiz Ada) — необитаемый островок в Турции, рядом с северным берегом озера Бафа, западнее деревни Капыкыры в районе Миляс в иле Мугла. Рядом с Икиздже, на востоке расположен более крупный островок, соединённым песчаным томболо с материком. Островки называются Икиз (İkiz Adaları — «Близнецы»). Остров посещают туристы, как правило на моторных лодках, арендованных в Капыкыры. Административно относится к району Дидим в иле Айдын.

## История
В античный период остров находился в заливе Латмос Эгейского моря. В Средние века в результате заиливания дна в западной части залива от речных наносов Меандра (ныне Большой Мендерес) весь залив постепенно превратился в солёное Милетское озеро, названное по расположенному к северо-западу Милету. На берегах озера в византийскую эпоху в VII—XV вв. находился крупный монашеский центр Латрос. На расположенном рядом с Икиздже островке находилась византийская крепость. На острове Икиздже находятся развалины монастыря. В центре обнесённой стенами территории находился храм. Его план соответствовал типу вписанного креста; одноапсидный, с небольшим нартексом. Сохранившаяся надпись указывала, что храм был посвящен Богородице Пантанассе, а особенности шрифта надписи соответствовали середине XIII века. Согласно надписи на входной двери монастыря, этот монастырь был построен монахом по имени Мефодий. Монастырь отождествляется с монастырём Дио-Вуни (др.-греч. Δύο Βουνοί — «два холма»), который упоминается лишь однажды в связи с тем, что в 1230/1231 году сюда удалился, приняв постриг, известный византийский церковный ученый Никифор Влеммид.
Максим Плануд сообщает, что Алексей Ласкарис Филанфропин при Андронике II Палеологе (1282—1328) занял крепость Дио-Вуни, изгнав оттуда турок.